# Tegotettix novaeguineae
Tegotettix novaeguineae är en insektsart som beskrevs av Günther, K. 1938. Tegotettix novaeguineae ingår i släktet Tegotettix och familjen torngräshoppor. Inga underarter finns listade i Catalogue of Life.